# Australian Championships 1932
Turniej tenisowy Australian Championships, dziś znany jako wielkoszlemowy Australian Open, rozegrano w 1932 w Adelaide w dniach 8 − 13 lutego.

## Zwycięzcy

### Gra pojedyncza mężczyzn
- Jack Crawford (AUS) – Harry Hopman (AUS) 4:6, 6:3, 3:6, 6:3, 6:1

### Gra pojedyncza kobiet
- Coral McInnes Buttsworth (AUS) – Kathleen Le Messurier (AUS) 9:7, 6:4

### Gra podwójna mężczyzn
- Jack Crawford (AUS)/Gar Moon (AUS) – Harry Hopman (AUS)/Gerald Patterson (AUS) 12:10, 6:3, 4:6, 6:4

### Gra podwójna kobiet
- Coral McInnes Buttsworth (AUS)/Marjorie Cox Crawford (AUS) – Kathleen Le Messurier (AUS)/Dorothy Weston (AUS) 6:2, 6:2

### Gra mieszana
- Marjorie Cox Crawford (AUS)/Jack Crawford (AUS) – Meryl O’Hara Wood (AUS)/Jirō Satō (JPN) 6:8, 8:6, 6:3